# Esha Ness
Esha Ness är en udde i Storbritannien.   Den ligger i kommunen Shetlandsöarna och riksdelen Skottland, i den norra delen av landet, 1 000 km norr om huvudstaden London.
Terrängen inåt land är platt. Havet är nära Esha Ness västerut.  Närmaste större samhälle är Brae, 18,9 km sydost om Esha Ness. 